# Seigneurie de Scandalion
 (juin 2025).
La seigneurie de Scandalion est un des fiefs du royaume de Jérusalem.

## Histoire
Scandalion, ou Scandelion, de nos jours Iskandarouna, est situé au sud de Tyr, dans l'actuel Liban.
En 1116, ou 1117 selon les indications de Guillaume de Tyr, le château est bâti sous le règne du roi Baudouin Ier de Jérusalem pour qu'il soit intégré au domaine royal.
En 1248, Scandalion devient une seigneurie indépendante vassale du royaume de Jérusalem et est octroyée à Guy de Scandalion.
En 1280, la seigneurie est vendue à l'ordre Teutonique par Agnès de Scandalion après la mort de son mari Guillaume de Mandelée. La seigneurie est toutefois rapidement conquise par les Mamelouks avec le reste du royaume de Jérusalem.

## Liste des seigneurs

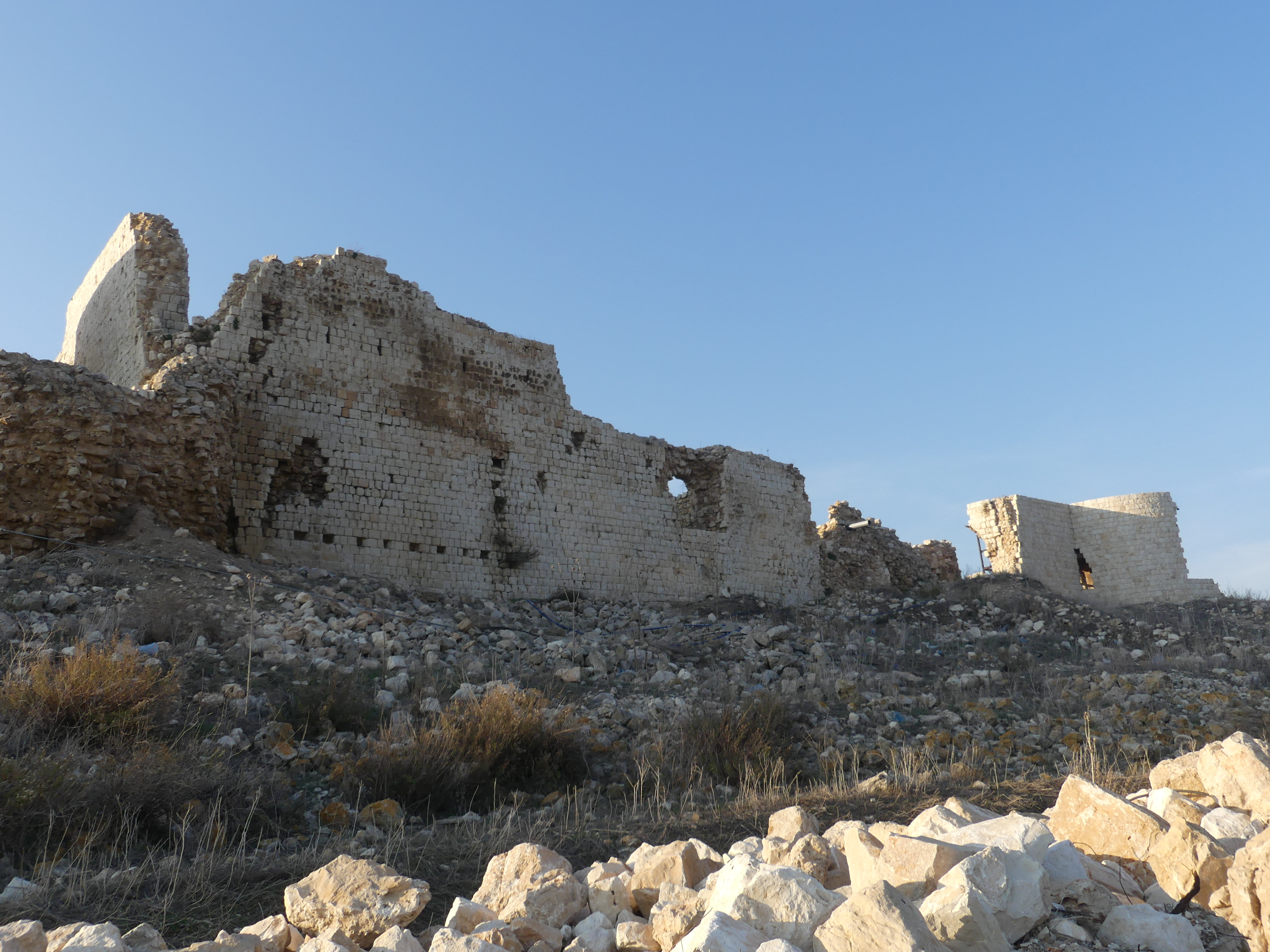
Vestiges du château de Scandalion.

- 1116-c. 1148 : Domaine de la Couronne
- avant 1148 : Guy de Scandalion
- vers 1150 : Robert de Scandalion (de)
- après 1150 : Isaac de Scandalion, fils du précédent
- vers 1200 : Raymond de Scandalion
- avant 1263 : Pierre de Scandalion
- 1263-1280 : Agnès de Scandalion, fille du précédent, avec son mari :
  - Guillaume de Mandelée
- avril 1280 : vente de la seigneurie à l'ordre Teutonique